# Lista över arbetskonflikter i Sverige
Detta är en lista över arbetskonflikter i Sverige. I listan presenteras de mest uppmärksammade eller betydelsefulla arbetskonflikterna som ägt rum i Sverige sedan avskaffandet av skråväsendet år 1864. "Deltagare" syftar på det högsta antal personer involverade i konflikten. Under "parter" redovisas först arbetstagarsidans eventuella facktillhörighet samt eventuell arbetsgivarpart. Arbetstagarsidan benämns "oorganiserade" när dessa inte är fackligt anslutna, medan "oorganiserat" betecknar konflikter som ägt rum utanför ramarna för facket. I de fall där konflikten spänner över fler än ett årtionde sorterar denna under datumet för konfliktens början.
Utöver listorna över specifika konflikter anges statistik över samtliga registrerade arbetskonflikter, uppdelat efter årtionde. "Arbetsinställelser" syftar på samtliga arbetsinställelser, orsakade av antingen arbetstagare eller arbetsgivare (eller bägge). "Strejker" syftar på antalet av dessa arbetsinställelser som varit strejker. "Berörda arbetstagare" syftar på antalet arbetstagare som varit involverade i arbetsinställelserna.

## Statistik
| År      | Arbetsinställelser | Varav strejker | Berörda arbetstagare |
| ------- | ------------------ | -------------- | -------------------- |
| 1903-08 | 242                | 190            | 25 379               |
| 1909    | 138                | 102            | 301 479              |
| 1910-15 | 101                | 92             | 10 554               |
| 1916-20 | 467                | 442            | 69 743               |
| 1921-25 | 289                | 259            | 79 608               |
| 1926-30 | 207                | 184            | 33 451               |
| 1931-35 | 143                | 135            | 30 761               |
| 1936-40 | 59                 | 56             | 13 892               |
| 1941-45 | 143                | 138            | 30 077               |
| 1946    | ----               |                |                      |
| 1947    | 81                 | 81             | 56 851               |
| 1948    | 47                 | 47             | 6 061                |
| 1949    | 31                 | 31             | 1 008                |
| 1950    | 23                 | 21             | 2 436                |
| 1951    | 28                 | 27             | 15 127               |
| 1952    | 32                 | 31             | 2 144                |
| 1953    | 20                 | 17             | 26 198               |
| 1954    | 45                 | 44             | 7 718                |
| 1955    | 18                 | 18             | 3 855                |
| 1956    | 12                 | 12             | 1 570                |
| 1957    | 20                 | 19             | 1 630                |
| 1958    | 10                 | 9              | 84                   |
| 1959    | 17                 | 16             | 1 236                |
| 1960    | 31                 | 29             | 1 479                |
| 1961    | 12                 | 12             | 140                  |
| 1962    | 10                 | 10             | 3 529                |
| 1963    | 24                 | 23             | 2 841                |
| 1964    | 14                 | 14             | 1 922                |
| 1965    | 8                  | 8              | 248                  |
| 1966    | 26                 | 25             | 29 436               |
| 1967    | 7                  | 7              | 90                   |
| 1968    | 7                  | 7              | 379                  |
| 1969    | 41                 | 40             | 9 023                |
| 1970    | 134                | 134            | 26 669               |
| 1971    | 60                 | 59             | 96 648               |
| 1972    | 44                 | 44             | 7 145                |
| 1973    | 48                 | 48             | 4 252                |
| 1974    | 237                | 237            | 27 047               |
| 1975    | 290                | 289            | 37 511               |
| 1976    | 123                | 123            | 10 464               |
| 1977    | 107                | 105            | 18 358               |
| 1978    | 173                | 171            | 17 774               |
| 1979    | 207                | 207            | 32 315               |
| 1980    | 208                | 204            | 744 848              |
| 1981    | 67                 | 66             | 99 211               |
| 1982    | 46                 | 46             | 5 136                |
| 1983    | 92                 | 91             | 16 372               |
| 1984    | 206                | 205            | 23 976               |
| 1985    | 160                | 159            | 124 512              |
| 1986    | 75                 | 74             | 68 904               |
| 1987    | 72                 | 72             | 10 517               |
| 1988    | 144                | 143            | 95 150               |
| 1989    | 139                | 138            | 34 102               |
| 1990    | 126                | 124            | 73 159               |
| 1991    | 23                 | 20             | 5 013                |
| 1992    | 20                 | 19             | 17 970               |
| 1993    | 33                 | 25             | 29 318               |
| 1994    | 13                 | 11             | 21 996               |
| 1995    | 36                 | 30             | 125 489              |
| 1996    | 9                  | 8              | 9 137                |
| 1997    | 14                 | 11             | 11 856               |
| 1998    | 13                 | 11             | 570                  |
| 1999    | 10                 | 9              | 9 481                |
| 2000    | 2                  | 2              | 163                  |
| 2001    | 20                 | 18             | 9 831                |
| 2002    | 10                 | 10             | 711                  |
| 2003    | 11                 | 9              | 80 538               |
| 2004    | 9                  | 7              | 2 449                |
| 2005    | 14                 | 13             | 604                  |
| 2006    | 9                  | 9              | 1 749                |
| 2007    | 14                 | 14             | 3 635                |
| 2008    | 5                  | 4              | 12 551               |
| 2009    | 6                  | 6              | 1 119                |
| 2010    | 5                  | 5              | 3 198                |
| 2011    | 2                  | 2              | 7                    |
| 2012    | 7                  | 7              | 6 158                |
| 2013    | 9                  | 9              | 2 446                |
| 2014    | 5                  | 4              | 2 190                |
| 2015    | 5                  | 4              | 126                  |
| 2016    | 10                 | 8              | 3 771                |

## 1800-talet

### 1860-talet
| Benämning     | Datum              | Deltagare | Parter                                    | Kommentar                                                                               |
| ------------- | ------------------ | --------- | ----------------------------------------- | --------------------------------------------------------------------------------------- |
| Murarstrejken | 5 juli-9 juli 1869 | 400-500   | Oorganiserade - Byggmästare Jansson m.fl. | Ledde till bildandet av Stockholms Murarförening, Sveriges första kollektivavtal skrevs |

### 1870-talet
| Benämning                         | Datum                    | Deltagare | Parter                                      | Kommentar                                            |
| --------------------------------- | ------------------------ | --------- | ------------------------------------------- | ---------------------------------------------------- |
| Stuverikonflikt i Göteborg        | 1873                     | 300       |                                             |                                                      |
| Bageriarbetarstrejken i Stockholm | 27 april - 30 april 1873 | 7-800     | Bagerigesäller - Bagerimästarna             | Skildras i Per Anders Fogelströms Mina drömmars stad |
| Brädgårdsstrejken i Gävle         | 1875                     | 400       |                                             |                                                      |
| Hamnkonflikt i Helsingborg        | 1878                     | 300       |                                             |                                                      |
| Sundsvallsstrejken                | 26 maj - 3 juni 1879     | 5 000     | Oorganiserade - Sågverksbolagen i Sundsvall | Största strejk under 1800-talet i Sverige            |
| Stenhuggerikonflikt på Tjurkö     | 1879                     | 500       |                                             |                                                      |

### 1880-talet
| Benämning                                    | Datum                | Deltagare | Parter                                  | Kommentar                                                     |
| -------------------------------------------- | -------------------- | --------- | --------------------------------------- | ------------------------------------------------------------- |
| Järnvägsarbetskonflikt i Ljusdal             | 1880                 | 400       |                                         |                                                               |
| Stensprängarkonflikt i Stockholm             | 1881                 | 4-500     |                                         |                                                               |
| Snickar- och timmermannakonflikt i Stockholm | 1881                 | 500       |                                         |                                                               |
| Hamnkonflikt i Halmstad                      | 1881                 | 400       |                                         |                                                               |
| Murarkonflikt i Göteborg                     | 1882                 | 300       |                                         |                                                               |
| Mek. verkstadskonflikt i Malmö               | 1883                 | 800       |                                         |                                                               |
| Stuveriarbetskonflikt i Stockholm            | 1886                 | 400       |                                         |                                                               |
| Färgningsarbetskonflikt i Göteborg           | 1886                 | 4-500     |                                         |                                                               |
| Dräneringsarbeteskonflikt i Örebro           | 1887                 | 300       |                                         |                                                               |
| Gruvarbeteskonflikt i Gällivare              | 1888                 | 600       |                                         |                                                               |
| Mursmäckornas strejk                         | 4 juli - 7 juli 1888 | okänt     | Oorganiserade - Byggmästare i Stockholm | Anses vara första strejken med kvinnliga arbetare i Stockholm |
| Cementarbeteskonflikt i Lomma                | 1889                 | 4-500     |                                         |                                                               |
| Måleriarbeteskonflikt i Stockholm            | 1889                 | 400       |                                         |                                                               |
| Stenhuggeriarbeteskonflikt i Hjelmedal       | 1889                 | 500       |                                         |                                                               |
| Mureri- och tegelbärarkonflikt i Stockholm   | 1889                 | 500       |                                         |                                                               |
| Måleriarbetarkonflikt i Göteborg             | 1889                 | 5-600     |                                         |                                                               |

### 1890-talet
| Benämning                                                        | Datum                        | Deltagare | Parter                                                                 | Kommentar                                    |
| ---------------------------------------------------------------- | ---------------------------- | --------- | ---------------------------------------------------------------------- | -------------------------------------------- |
| Gruvarbetarstrejken i Kloten                                     | 4 februari - 7 februari 1890 | 500       | Oorganiserade - Klotens bruk                                           | Första gruvstrejken i Grängesbergs malmfält  |
| Sockerbrukskonflikt i Arlöv                                      | 1890                         | 300       |                                                                        |                                              |
| Gruvarbeteskonflikt i Billesholm                                 | 1890                         | 440       |                                                                        |                                              |
| Bomullsvävarkonflikt i Norrköping                                | 1890                         | 4-500     |                                                                        |                                              |
| Hamnkonflikt i Helsingborg                                       | 1890                         | 450       |                                                                        |                                              |
| Bagerikonflikt i Stockholm                                       | 1890                         | 800       |                                                                        |                                              |
| Mek. verkstadskonflikt i Stockholm                               | 1890                         | 700       | Norra Järnarbetarefackförening/oorganiserade - Bolinders mek. verkstad |                                              |
| Tändsticksfabrikskonflikt i Jönköping                            | 1890                         | 500       |                                                                        |                                              |
| Ångsågskonflikt i Skutskär                                       | 1890                         | 2 000     |                                                                        |                                              |
| Sockerbrukskonflikt i Staffanstorp                               | 1890                         | 300       |                                                                        |                                              |
| Sockerbrukskonflikt i Arlöv                                      | 1890                         | 400       |                                                                        |                                              |
| Tobaksarbeteskonflikt i Göteborg                                 | 1891                         | 300       |                                                                        |                                              |
| Gruvarbeteskonflikt i Norberg                                    | April 1891                   | 800       |                                                                        |                                              |
| Skrädderiarbeteskonflikt i Stockholm                             | 1891                         | 1 300     |                                                                        |                                              |
| Brädgårdsarbeteskonflikt i Gävle                                 | 1891                         | 500       |                                                                        |                                              |
| Norbergsstrejken                                                 | November 1891-1892           | ca 6-700  | Norbergs bergslag - Gruvbolag                                          | En av de största strejkerna under 1800-talet |
| Flottningsarbeteskonflikt i Sandslån                             | 1892                         | 300       |                                                                        |                                              |
| Jutearbeteskonflikt i Oskarström                                 | 1893                         | 560       |                                                                        |                                              |
| Mureriarbeteskonflikt i Göteborg                                 | 1893                         | 700       |                                                                        |                                              |
| Spinneriarbeteskonflikt i Södertälje                             | 1895                         | 350       |                                                                        |                                              |
| Tegerbärararbetskonflikt i Stockholm                             | 1895                         | 300       |                                                                        |                                              |
| Hamnarbeteskonflikt i Halmstad                                   | 1896                         | 500       |                                                                        |                                              |
| Jordschakteri- och grundläggararbeteskonflikt i Eskilstuna       | 1896                         | 300       |                                                                        |                                              |
| Tobaksarbeteskonflikt i Stockholm, Göteborg, Malmö och Linköping | 1896                         | 11-1200   |                                                                        |                                              |
| Åkeriarbeteskonflikt i Stockholm                                 | 1896                         | 1000      |                                                                        |                                              |
| Sockerbruksarbeteskonflikt i Lyckåker                            | 1896                         | 600       |                                                                        |                                              |
| Malmlastarkonflikt i Malmberget                                  | 1897                         | 2 700     |                                                                        |                                              |
| Järnvägsarbeteskonflikt i Malmö - Trelleborg                     | 1897                         | 300       |                                                                        |                                              |
| Yllearbeteskonflikt i Norrköping                                 | 1897                         | 3-400     |                                                                        |                                              |
| Elektriker- och kraftöverföringsarbeteskonflikt i Avesta         | 1898                         | 300       |                                                                        |                                              |
| Kolarbeteskonflikt i Höganäs                                     | 1898                         | 400       |                                                                        |                                              |
| Brädgårdsarbeteskonflikt i Somma                                 | 1898                         | 12-1300   |                                                                        |                                              |
| Tegellossningsarbeteskonflikt i Stockholm                        | 1898                         | 300       |                                                                        |                                              |
| Sockerarbeteskonflikt i Svedala                                  | 1898                         | 300       |                                                                        |                                              |
| Byggnadsarbeteskonflikt i Vii                                    | 1899                         | 600       |                                                                        |                                              |
| Brädgårdsarbeteskonflikt i Sundsvall                             | 1899                         | 1 500     |                                                                        |                                              |
| Gummiarbeteskonflikt i Helsingborg                               | 1899                         | 500       |                                                                        |                                              |
| Grundläggararbeteskonflikt i Stockholm                           | 1899                         | 2 000     |                                                                        |                                              |
| Måleriarbeteskonflikt i Stockholm                                | 1899                         | 400       |                                                                        |                                              |
| Bokbinderiarbeteskonflikt i Stockholm                            | 1899                         | 700       |                                                                        |                                              |

## 1900-talet

### 1900-1909
| Benämning                                                 | Datum                             | Deltagare | Parter   | Kommentar                                                      |
| --------------------------------------------------------- | --------------------------------- | --------- | -------- | -------------------------------------------------------------- |
| Byggnadsarbeteskonflikt i Kvarnsveden                     | 1900                              | 4-500     |          |                                                                |
| Bomullsspinneriarbeteskonflikt i Strömma                  | 1900                              | 300       |          |                                                                |
| Stenhuggariarbeteskonflikt i Bohuslän                     | 1900                              | 2 000     |          |                                                                |
| Jutefabriksarbeteskonflikt i Södertälje                   | 1900                              | 500       |          |                                                                |
| Byggnadsarbeteskonflikt i Stockholm                       | 1900                              | ca 4 000  |          |                                                                |
| Mekanisk verkstadsarbeteskonflikt i Arlöv                 | 1900                              | ca 500    |          |                                                                |
| Mureriarbeteskonflikt i Göteborg                          | 1900                              | ca 450    |          |                                                                |
| Stenhuggariarbeteskonflikt i Blekinge                     | 1901                              | 839       |          |                                                                |
| Järnvägsbyggnadsarbeteskonflikt i Norrbotten              | 1901                              | ca 800    |          |                                                                |
| Järnarbeteskonflikt i Malmöhus län                        | 1901                              | 346       |          |                                                                |
| Sågverksarbeteskonflikt i Norrbotten                      | 1901                              | 400       |          |                                                                |
| Stenhuggariarbeteskonflikt i Halland                      | 1902                              | ca 500    |          |                                                                |
| Mureri- och träarbeteskonflikt i Malmö                    | 1902                              | 1 000     |          |                                                                |
| Väveriarbeteskonflikt i Krokslätt                         | 1902                              | 600       |          |                                                                |
| Brädgårdsarbeteskonflikt i Norrköping                     | 1902                              | 300       |          |                                                                |
| Yllearbeteskonflikt i Malmö                               | 1902                              | 600       |          |                                                                |
| Tändsticksarbeteskonflikt i Vänersborg                    | 1902                              | 400       |          |                                                                |
| Sågverksarbeteskonflikt i Karlsborg                       | 1902                              | 400       |          |                                                                |
| Textilarbeteskonflikt i Göteborg                          | 1902                              | 8-900     |          |                                                                |
| Murarhantlangararbeteskonflikt i Malmö                    | 1902                              | 4-500     |          |                                                                |
| Storstrejken 1902                                         | 15-17 maj 1902                    | 115 000   | LO       | Storstrejk för allmän och lika rösträtt                        |
| Hamnarbeteskonflikt i Stockholm                           | 1903                              | 476       |          |                                                                |
| Skoarbeteskonflikt i Skåne                                | 1903                              | ca 980    |          |                                                                |
| Hamnarbeteskonflikt i Gävle                               | 1903                              | ca 650    |          |                                                                |
| Renhållningsarbeteskonflikt i Stockholm                   | 1903                              | 325       |          |                                                                |
| Sågverksarbeteskonflikt i Nedre Kalix                     | 1903                              | ca 400    |          |                                                                |
| Kolbärar- och utkörararbetskonflikt i Stockholm           | 1903                              | ca 300    |          |                                                                |
| Sågverksarbetetskonflikt i Altappen                       | 1903                              | ca 300    |          |                                                                |
| Skoarbeteskonflikt i Örebro                               | 1904                              | 350       |          |                                                                |
| Stenhuggariarbeteskonflikt i Bohuslän                     | 1904                              | ca 1 000  |          |                                                                |
| Timmerflottningsarbeteskonflikt i Vitsaniemi              | 1904                              | 400       |          |                                                                |
| Sågverksarbeteskonflikt i Skutskär                        | 1904                              | ca 500    |          |                                                                |
| Byggnadsarbeteskonflikt i Stockholm                       | 1904                              | ca 700    |          |                                                                |
| Lantarbeteskonflikt i Skåne                               | 1904                              | 420       |          |                                                                |
| Transportarbeteskonflikt i Stockholm                      | 1904                              | ca 300    |          | (Tegellossare)                                                 |
| Grovarbeteskonflikt i Helsingborg och Hasslarp            | 1904                              | ca 697    |          | (Sockerfabrik)                                                 |
| Skoarbeteskonflikt i Vänersborg                           | 1905                              | 440       |          |                                                                |
| Tegellosseriarbeteskonflikt i Stockholm                   | 1905                              | ca 400    |          |                                                                |
| Mureriarbeteskonflikt i Malmö                             | 1905                              | ca 567    |          |                                                                |
| Måleriarbeteskonflikt i Malmö                             | 1905                              | ca 400    |          |                                                                |
| Mekanisk verkstadsarbeteskonflikt hela landet             | 1905                              | 13 805    |          |                                                                |
| Byggnadsarbeteskonflikt i Stockholm                       | 1905                              | 3 500     |          |                                                                |
| Buntmakararbeteskonflikt i Malmö                          | 1905                              | ca 300    |          |                                                                |
| Sågverksarbeteskonflikt i Norrbotten                      | 1905                              | ca 2 000  |          |                                                                |
| Stuveri-, hamn- och kolarbeteskonflikt i Gävle            | 1905                              | ca 450    |          |                                                                |
| Renhållningsarbeteskonflikt i Stockholm                   | 1905                              | ca 650    |          |                                                                |
| Grovarbeteskonflikt i Stockholm                           | 1905                              | 1933      |          |                                                                |
| Textilarbeteskonflikt i Norrköping                        | 1905                              | ca 570    |          |                                                                |
| Stuveriarbeteskonflikt i Lunde                            | 1905                              | 350       |          |                                                                |
| Järn- och metallarbeteskonflikt i Stockholm               | 1905                              | 367       |          |                                                                |
| Grovarbeteskonflikt i Helsingborg                         | 1906                              | 400       |          |                                                                |
| Åkeriarbeteskonflikt i Stockholm                          | 1906                              | ca 2 000  |          |                                                                |
| Skrädderiarbeteskonflikt i Stockholm                      | 1906                              | 400       |          |                                                                |
| Gruvarbeteskonflit i Malmöhus län                         | 1906                              | ca 1 700  |          |                                                                |
| Spårvägsarbeteskonflikt i Göteborg                        | 1906                              | 470       |          |                                                                |
| Grovarbeteskonflikt vid sockerfabrik i Örtofta            | 1906                              | 380       |          |                                                                |
| Textilarbeteskonflikt i Furulund                          | 1907                              | ca 300    |          |                                                                |
| Sågverksarbeteskonflikt i Båtskärsnäs                     | 1907                              | 400       |          |                                                                |
| Hamn- och byggnadsarbeteskonflikt i Göteborg              | 1907                              | 434       |          |                                                                |
| Måleriarbeteskonflikt i Stockholm                         | 1907                              | ca 700    |          |                                                                |
| Stenhuggararbeteskonflikt i Gylsboda                      | 1907                              | 303       |          |                                                                |
| Bryggeriarbeteskonflikt i Göteborg                        | 1907                              | ca 800    |          |                                                                |
| Byggnadsarbeteskonflikt i Gullspång                       | 1907                              | 523       |          |                                                                |
| Spinneriarbeteskonflikt i Norrköping                      | 1907                              | 1 100     |          |                                                                |
| Pappersbruksarbeteskonflikt i hela landet                 | 1907                              | 4 225     |          |                                                                |
| Sockerfabriksarbeteskonflikt i Arlöv                      | 1907                              | 519       |          |                                                                |
| Timmerkörararbeteskonflikt i Alanäset                     | 1908                              | 300       |          |                                                                |
| Gummifakriksarbeteskonflikt i Helsingborg                 | 1908                              | ca 500    |          |                                                                |
| Skoarbeteskonflikt i Örebro                               | 1908                              | 968       |          |                                                                |
| Måleriarbeteskonflikt i Stockholm                         | 1908                              | 1 000     |          |                                                                |
| Byggnads-, åkeri- och stenguggeriarbeteskonflikt i landet | 1908                              | 12 633    |          |                                                                |
| Byggnadsarbeteskonflikt i Kalmar                          | 1908                              | 479       |          |                                                                |
| Sockerfabriksarbeteskonflikt i Skåne                      | 1908                              | 1 800     |          |                                                                |
| Kommunalarbeteskonflikt i Malmö                           | April 1908                        | 642       |          |                                                                |
| Hamnarbeteskonflikt i hela landet                         | 1908                              | 3 000     |          | Mot bakgrund av denna konflikt utfördes Amaltheadådet i Malmö. |
| Flottningsarbeteskonflikt i landet                        | 1908                              | 1 893     |          |                                                                |
| Gruvarbeteskonflikt i Garpenberg                          | 1908                              | 351       |          |                                                                |
| Skofabriksarbeteskonflikt i hela landet                   | 1908                              | 2 950     |          |                                                                |
| Bokbinderiarbeteskonflikt i Stockholm och Eskilstuna      | 1908                              | 1 540     |          |                                                                |
| Grovarbeteskonflikt i Mörbylånga                          | 1908                              | 300       |          |                                                                |
| Kommunalarbeteskonflikt i Malmö                           | Augusti - september 1908          | 800       |          |                                                                |
| Järnvägsbyggnadsarbeteskonflikt i Östersund               | 1908                              | ca 340    |          |                                                                |
| Pitproppsarbeteskonflikt i Göteborg                       | 1909                              | 495       |          |                                                                |
| Kraftstationsbyggnadsarbeteskonflikt i Bullerforsen       | 1909                              | 1 000     |          |                                                                |
| Väg- och vattenbyggnadsarbeteskonflikt i Mockfjärd        | 1909                              | 344       |          |                                                                |
| Grovarbeteskonflikt i landet                              | 1909                              | 3 680     |          |                                                                |
| Skrädderiarbeteskonflikt i landet                         | 1909                              | 950       |          |                                                                |
| Sulfitarbeteskonflikt i Skutskär                          | 1909                              | 420       |          |                                                                |
| Flottningsarbeteskonflikt i Dalälven                      | 1909                              | ca 900    |          |                                                                |
| Stenhuggeriarbeteskonflikt vid Tjurkö och Sturkö          | 1909                              | 369       |          |                                                                |
| Sulfitarbeteskonflikt i landet                            | 1909                              | 6 000     |          |                                                                |
| Skrädderiarbeteskonflikt i landet                         | 1909                              | 1 050     |          |                                                                |
| Järnbruksarbeteskonflikt i Munkfors                       | 1909                              | 550       |          |                                                                |
| Väg- och vattenbyggnadsarbeteskonflikt i landet           | 1909                              | 1 900     |          |                                                                |
| Järnvägsbyggnadsarbeteskonflikt i Lövbäcken               | 1909                              | 300       |          |                                                                |
| Gummifabriksarbeteskonflikt i Helsingborg                 | 1909                              | 406       |          |                                                                |
| Sågverksarbeteskonflikt i Västerbotten                    | 1909                              | 986       |          |                                                                |
| Storstrejken 1909                                         | 4 augusti 1909 - 4 september 1909 | 300 000   | LO - SAF | Lockout proklamerad en tid innan storstrejken                  |

### 1910-talet
| Benämning | Datum | Deltagare | Parter | Kommentar |
| --------- | ----- | --------- | ------ | --------- |

### 1920-talet
| Benämning                        | Datum                     | Deltagare | Parter                                                                             | Kommentar                             |
| -------------------------------- | ------------------------- | --------- | ---------------------------------------------------------------------------------- | ------------------------------------- |
| Den stora skogsstriden 1922–1923 | Oktober 1922 - våren 1923 | ?         | Svenska skogs- och flottningsarbetareförbundet samt LS av SAC - Skogsbolagen       | Har kallats "skogsarbetarnas 1909"    |
| Lossmen-Ekträsk-konflikten       | 1924 - 21 maj 1931        | ?         | Lossmen-Sävsjöns LS & Ekträsks LS - Skogsbolagen Holmsund, Sandvik och Mo & Domsjö | Längsta lockouten i Sverige           |
| Stripakonflikten                 | 1 maj 1925 -              | 72        | Stripasektionen av guldsmedhyttans LS - Stripa gruvbolag                           | Ledde till regeringen Sandlers avgång |

### 1930-talet
| Benämning                                          | Datum                       | Deltagare | Parter | Kommentar                                                |
| -------------------------------------------------- | --------------------------- | --------- | --- | -------------------------------------------------------- |
| Konflikten i Ådalen                                | Sommaren 1930 - 14 maj 1931 | ?         | Transportarbetareförbundet, Svenska Pappersindustriarbetareförbundet m.fl. - Marma-Långrör AB, Graningeverkens AB, Graningekoncernen m.fl.                  | Konflikt som föregick skotten i Ådalen                   |
| Brädgårdskravallerna                               | 1931                        | ?         | ? - Brädgården i Halmstad |                                                          |
| Flottningskonflikten vid Övre Ume-älvdal 1933–1934 | Våren 1933 och våren 1934   | ca 800    | Lokala Samorganisationer (LS) av SAC i Stensele och Lycksele kommuner, lokalavdelningar av Skogs- och flottningsarbetareförbundet - Umeå flottningsförening | Ledde till det första kollektivavtalet i Övre Ume-älvdal |
| Dikesstrejken vid Sandbysjön                       | 1938 -1942                  | ca 30     | LS av SAC, Väg- och vatten - Västlands kommun |                                                          |

### 1940-talet
| Benämning      | Datum                     | Deltagare | Parter                              | Kommentar |
| -------------- | ------------------------- | --------- | ----------------------------------- | --------- |
| Metallstrejken | Februari 1945 - juni 1945 | 120 000   | Metallindustriarbetareförbundet - ? |           |

### 1950-talet
| Benämning                   | Datum                      | Deltagare | Parter                                                      | Kommentar |
| --------------------------- | -------------------------- | --------- | ----------------------------------------------------------- | --------- |
| Skogskonflikt Strömsnäsbruk | Februari 1957 - april 1957 | 300       | Sydvästra Smålands skogsarbetarsyndikat - Strömsnäs Bruk AB |           |

### 1960-talet
| Benämning                   | Datum                               | Deltagare                          | Parter                             | Kommentar                                                                                                |
| --------------------------- | ----------------------------------- | ---------------------------------- | ---------------------------------- | --- |
| Systembolagsstrejken        | Februari 1963 - april 1963          | ?                                  | ? - Vin & Spritcentralen           | Egentligen en riksomfattande strejk på Vin & Spritcentralen, som var enda leverantör till Systembolaget. |
| SACO-konflikten             | Oktober-November 1966               | Samtliga statligt anställda lärare | SACO - staten                      | Första strejk för offentliganställda sedan deras strejkrätt infördes samma år.                           |
| Sannegårdshamnen-konflikten | 10 november 1969 - 17 november 1969 | 1 100                              | Oorganiserat - Hamnarna i Göteborg | Vild strejk mot dåliga arbetsförhållanden och § 32 i SAF:s stadgar                                       |
| LKAB-konflikten             | 9 december 1969 - 3 februari 1970   | 4 800                              | Oorganiserat - LKAB                | Vild strejk                                                                                              |

### 1970-talet
| Benämning               | Datum                             | Deltagare         | Parter                                         | Kommentar |
| ----------------------- | --------------------------------- | ----------------- | ---------------------------------------------- | --- |
| Stuvarstrejken          | 26 maj 1970 - 10 augusti 1970     | 80                | ?                                              | ? |
| SAV-konflikten          | Februari 1971 - mars 1971         | 30 000 lockoutade | SACO & SR - Statens Avtalsverk                 | Ledde till tillfällig lagstiftning |
| Strejken på Arendal     | 20 oktober 1972 - 24 oktober 1972 | ?                 | Oorganiserat - Arendalsvarvet                  | Vild strejk |
| Städerskestrejkerna     | November 1974 - ?                 | 350               | ?                                              | Fem vilda strejker mot övergån från tim- till betinglön                                                                               |
| Sömmerskestrejken       | Februari 1975 - april/maj 1975    | 38                | Oorganiserat - Bransons konfektion             | Vild strejk för högre lön och mot premieackord                                                                                        |
| Skogsarbetarstrejken    | Mars 1975 - maj/juni 1975         | 8 000             | Oorganiserat - Skogsföretag i norra Sverige    | Strejk under avtalslös period för månadslön                                                                                           |
| Linjeflygskonflikten    | Juli 1975 - september 1975        | 195               | SACO - Linjeflyg AB                            | Föregicks av några korta vilda strejker; motarbetades av Handelstjänstemannaförbundet                                                 |
| SAS-konflikten          | Maj 1977                          | 2 100             | HTF - SAS                                      | Transnationell strejk |
| Bil & Traktors-strejken | 1978; 115 dagar                   | 43                | ? - Bil & Traktor                              | Vild strejk mot planerad premielön och stora löneskillnader inom företaget; de strejkande dömdes till böter två gånger för samma sak. |
| HTF-PVA-konflikten      | 1978; 3 månader                   | 850               | HTF - Privata vårdsektorns arbetsgivareförbund | Strejk efter kollapsade löneförhandlingar                                                                                             |

### 1980-talet
| Benämning           | Datum                       | Deltagare                              | Parter   | Kommentar |
| ------------------- | --------------------------- | -------------------------------------- | -------- | --------- |
| Storkonflikten 1980 | 25 april 1980 - 11 maj 1980 | 750 000 lockoutade; 100 000 strejkande | LO - SAF |           |

### 1990-talet
| Benämning             | Datum                               | Deltagare | Parter                                                                                            | Kommentar |
| --------------------- | ----------------------------------- | --------- | ------------------------------------------------------------------------------------------------- | --------- |
| Kommunalstrejken 1995 | 28 september 1995 - 20 oktober 1995 | 16 000    | Svenska kommunalarbetareförbundet, Sveriges Kommunaltjänstemannaförbund - Svenska Kommunförbundet |           |
| Busskonflikten 1999   | 25 februari – 9 mars 1999           |           | Svenska kommunalarbetareförbundet - Bussarbetsgivarna                                             |           |

## 2000-talet

### 2000-2009
Under åren 2005-07 inkom 413, 393 respektive 389 ärenden till Arbetsdomstolen.
| Benämning                | Datum                               | Deltagare                       | Parter                                                      | Kommentar     |
| ------------------------ | ----------------------------------- | ------------------------------- | ----------------------------------------------------------- | ------------- |
| Kommunalstrejken 2003    | 23 april 2003 - 28 maj 2003         | 83 000                          | Svenska kommunalarbetareförbundet - Svenska Kommunförbundet |               |
| Vaxholmskonflikten       | 2004 - ?                            | ?                               | Byggnads - L&P Baltic Bygg                                  |               |
| Wild 'n Fresh-konflikten | 5 december 2006 - 30 mars 2007      |                                 | Hotell- och Restaurangfacket - Wild 'n Fresh                | Arbetsblockad |
| Videomixkonflikten       | 13 september 2007 - 6 november 2007 |                                 | Handelsanställdas förbund - Videomix                        |               |
| Lilla Karachi-konflikten | 29 januari 2008 - 27 mars 2008      |                                 | Stockholms LS                                               | Arbetsblockad |
| Busskonflikten           | 1 juli 2008 - 15 juli 2008          | 70 lockoutade; 1 500 strejkande | Svenska kommunalarbetareförbundet - Bussarbetsgivarna       |               |
| Lagenakonflikten         | 15 juni 2008 - 18 juni 2009         | 70 lockoutade; 50-70 strejkande | Handelsanställdas förbund - Lagena Distribution             | Vild strejk   |

### 2010-2019
| Benämning            | Datum                         | Deltagare | Parter                                                                         | Kommentar |
| -------------------- | ----------------------------- | --------- | ------------------------------------------------------------------------------ | --------- |
| Pappersstrejken 2010 | 16 april 2010 - 26 april 2010 | ca 2 400  | Svenska Pappersindustriarbetareförbundet - Föreningen Sveriges Skogsindustrier |           |
| Busskonflikten 2013  | 19 juni 2013 - 27 juni 2013   |           | Svenska kommunalarbetareförbundet - Bussarbetsgivarna                          |           |
| Tågstrejken 2014     | 2 juni 2014 - 18 juni 2014    |           | Seko - Veolia Transport                                                        |           |

### 2020-2029
| Benämning     | Datum             | Deltagare | Parter                | Kommentar |
| ------------- | ----------------- | --------- | --------------------- | --------- |
| Teslastrejken | 7 november 2023 - |           | IF Metall - TM Sweden |           |